# Срба
Срба или С'рба (рум. Sârba, Sîrba) што значи "српска" јесте румунска народна игра која се игра у брзом (2/2 или 2/4) ритму. Игра се у кругу, праволинијски или у паровима.
Ова народна игра, претпоставља се, потиче од Срба, а из некадашње Влашке се веома проширила дуж територије данашње Румуније, највише на истоку и југу Карпата, Банату, Добруџи, као и у Молдавији. Ову игру играју и Украјинци, Мађари, Пољаци са Татре, источноевропски Јевреји. Дакле, игра је популарна на Балкану и у делу југоисточне и средње Европе, а ритам је карактеристичан за српску народну игру „Чачак“.